# ゼーアドラー (帆船)
| 写真はドイツ海軍「ゼーアドラー」 （元パス・オブ・バルマハ号）。 |                                                                                  |
| 艦歴                                                            |                                                                                  |
| 発注                                                            | イギリス、ダンカン社グラスゴー造船所で建造された「パス・オブ・バルマハ」を鹵獲。 |
| 起工                                                            |                                                                                  |
| 進水                                                            |                                                                                  |
| 就役                                                            | 1915年                                                                           |
| 退役                                                            |                                                                                  |
| その後                                                          | 1917年8月2日にソシエテ諸島で座礁沈没。                                           |
| 除籍                                                            |                                                                                  |
| 性能諸元（改装後）                                              |                                                                                  |
| 排水量                                                          | 常備：1,571トン                                                                  |
| 全長                                                            | 83.5m                                                                            |
| 水線長                                                          | -m                                                                               |
| 全幅                                                            | 11.8m                                                                            |
| 吃水                                                            | 5.5m                                                                             |
| 機関                                                            | 型式不明ディーゼル機関1基1軸推進                                                 |
| 最大出力                                                        | 500hp                                                                            |
| 最大速力                                                        | 9.0ノット（機関航行時）                                                          |
| 航続距離                                                        | -ノット/-海里（石油:-トン）                                                      |
| 乗員                                                            | 64名                                                                             |
| 兵装                                                            | 10.5cm（-口径）単装速射砲2基 重機関銃2丁                                         |

ゼーアドラー (ドイツ語: SMS Seeadler) は、ドイツ海軍の帆船を改装した仮装巡洋艦（英:Auxiliary cruiser、独:de:Hilfskreuzer）。すでに蒸気船が主力であった第一次世界大戦において、フェリクス・フォン・ルックナー伯爵はこの艦で通商破壊を行い、海の悪魔 (Seeteufel) と称えられた。

## ゼーアドラーの誕生

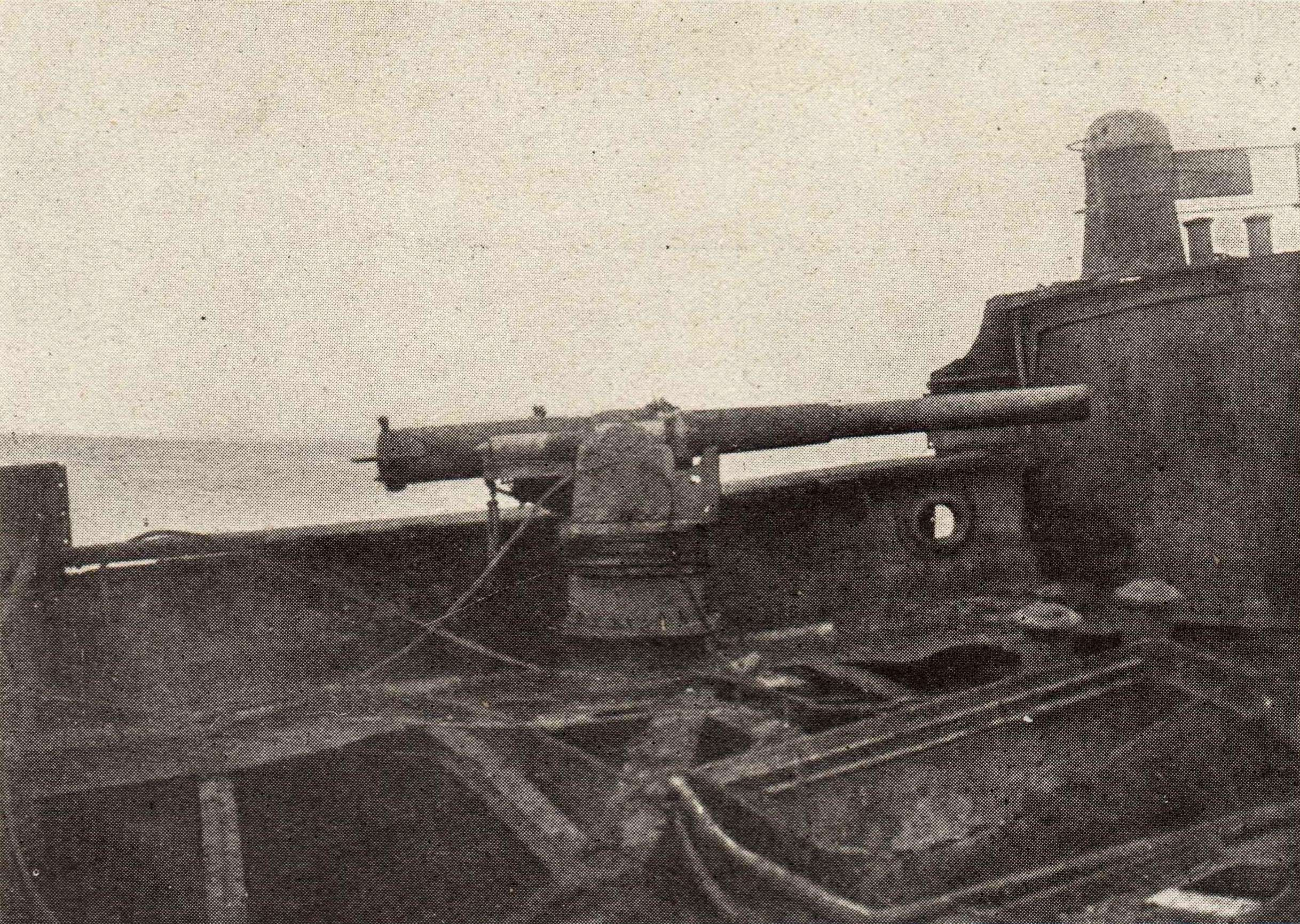
本艦の主砲

ユトランド沖海戦後、イギリス海軍に対して劣勢となったドイツ海軍は、現存艦隊主義のもとで艦隊の主力をキール軍港に逼塞させるようになった。敵のいなくなったイギリス艦隊は海上封鎖によって、ドイツ経済の消耗を狙った。こうした状況下、ドイツ海軍はUボートや仮装巡洋艦による通商破壊戦に移行した。しかし、イギリス海軍の封鎖線は厳重で、簡単には突破できなかった。そこでドイツ海軍司令部は、商船に化けた帆船ならば封鎖線をやり過ごせるのではないかと考え、帆船での勤務経験が長く、太平洋や大西洋についての知識があり、各国語も堪能なルックナーに白羽の矢が立った。
仮装巡洋艦には、戦争当初に北海にてドイツ海軍Uボート「U-36」によって拿捕されたアメリカ船籍で三本マストのクリッパー帆船パス・オブ・バルマハ（Pass of Balmaha, 1,571トン）を改造して使用することとなった。船体に10.5cm速射砲2門、重機関銃2丁が外見からはわからないように隠蔽して装備された。また、荒天用に使用する500馬力の補助ディーゼルエンジンも搭載された。小銃や手榴弾といった武器は隠し倉庫に積載され、石油タンク、飲料水タンク、食糧貯蔵庫も新たに作り変えられた。捕虜収容のための船室も作り、士官用特別船室、捕虜専用食堂も備えた。ルックナーは、はじめ船名をアルバトロス（Albatross=アホウドリ）にしようと考えていたが、すでに同名艦が存在したため、部下と相談してゼーアドラー（Seeadler=ドイツ語でオジロワシ）とした。

## 封鎖突破
イギリスの封鎖を抜けるには他国籍の商船に偽装しなくてはならない。そこでルックナーはノルウェー帆船マレタ号に忍び込み、航海日誌を盗み出して、これをもとにゼーアドラー号を偽装した。しかし、準備の間にイギリスの封鎖が強化され、その間にマレタ号は出港してしまった。次に所在不明のノルウェー帆船カレモエ号の名を借りようとしたが、こちらは最近になってイギリス軍に拿捕されたという情報が届いた。万策尽きたルックナーは、見つかったら適当にごまかせばよいと出航を決意した。仮の船名は幸運を祈って婚約者イルマの名をとった。
1916年12月21日、6人の士官と57人の船員を乗せ、ゼーアドラー号はヴィルヘルムスハーフェンを出航した。ドーバー海峡は通過できないため、ブリテン諸島の北を回りこむルートを選択した。12月25日、アイスランド南東の沖でイギリス海軍の巡洋艦アヴェンジャーに捕捉された。臨検を受けたものの、正体は悟られず、ゼーアドラー号は航海を続けた。

## 海の悪魔

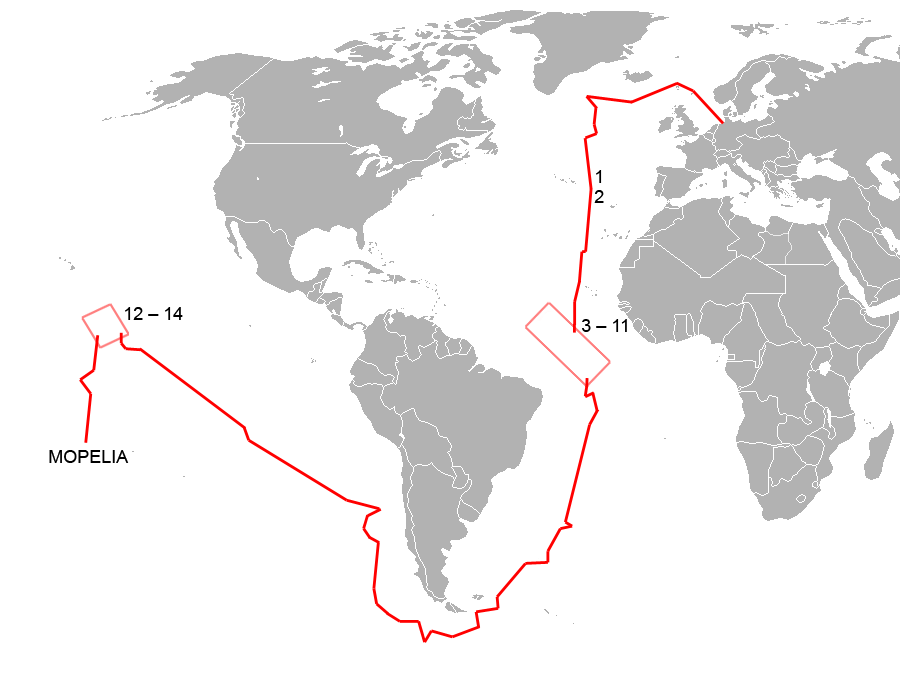
「ゼーアドラー」の航海の経路。数字は「ゼーアドラー」が船を沈めた場所

1917年1月9日、ジブラルタル沖でイギリス船籍の石炭輸送汽船グラディス・ロイヤル号（Gladis Royle, 3,268トン）を発見した。ルックナーは時間を尋ねる信号を送り、グラディス・ロイヤル号が接近してきたところでドイツ軍旗を掲げ、発砲した。威嚇射撃を3発したところでグラディス・ロイヤル号は停船した。ルックナーは乗員を自艦に移動させ、グラディス・ロイヤル号には爆薬を仕掛けて爆沈させた。
以降のゼーアドラー号のやり方はこれとほぼ同様であった。正体を隠して接近し、不意にドイツ軍旗を掲げて発砲、停船させてから拿捕するというものである。乗員は全てゼーアドラー号に移動させてから、船を沈没させた。捕虜は、船の前部（弾薬庫があった）に入らないことと、航行の邪魔をしない限り、船内で自由にすることが許された。
翌1月10日、近海でイギリス船籍の砂糖輸送汽船ランディー・アイランド号（Lundy Island, 3,095トン）を拿捕、撃沈した。ランディー・アイランド号の船長は、以前捕虜宣誓に署名したことがあり、船に乗ること自体が戦時国際法違反であったが、ルックナーは不問にした。
ゼーアドラー号はジブラルタル沖を離れ、さらに南下した。ブラジルと西アフリカをつなぐ大西洋のほぼ中央で、貿易風に乗ってくる船を待ち受けた。1月21日、フランス船籍の帆船シャルル・グノー号（Charles Gounod, 2,199トン）を拿捕、撃沈した。1月24日、カナダ船籍のスクーナー帆船パーシー号（Perce, 364トン）を拿捕、撃沈した。パーシー号の船長は妻を連れて新婚旅行中だったという。
2月3日、フランス船籍の硝石輸送帆船アントナン号（Antonin, 3,071トン）を拿捕、撃沈した。2月9日、イタリア船籍の硝石輸送帆船ブエノス・アイレス号（Buenos Ayres, 1,811トン）を拿捕、撃沈した。
2月19日、イギリス船籍の穀物輸送帆船ピンモア号（Pinmore, 2,431トン）を発見、拿捕した。ピンモア号はかつてルックナーが乗り組んだ船であり、285日と言う一番長い航海を過ごし、嵐、病気、食料不足と水不足で死に掛けた因縁の船でもあった。ルックナーはピンモア号を爆沈させる前に一人で船内を巡り、思い出に浸ったという。

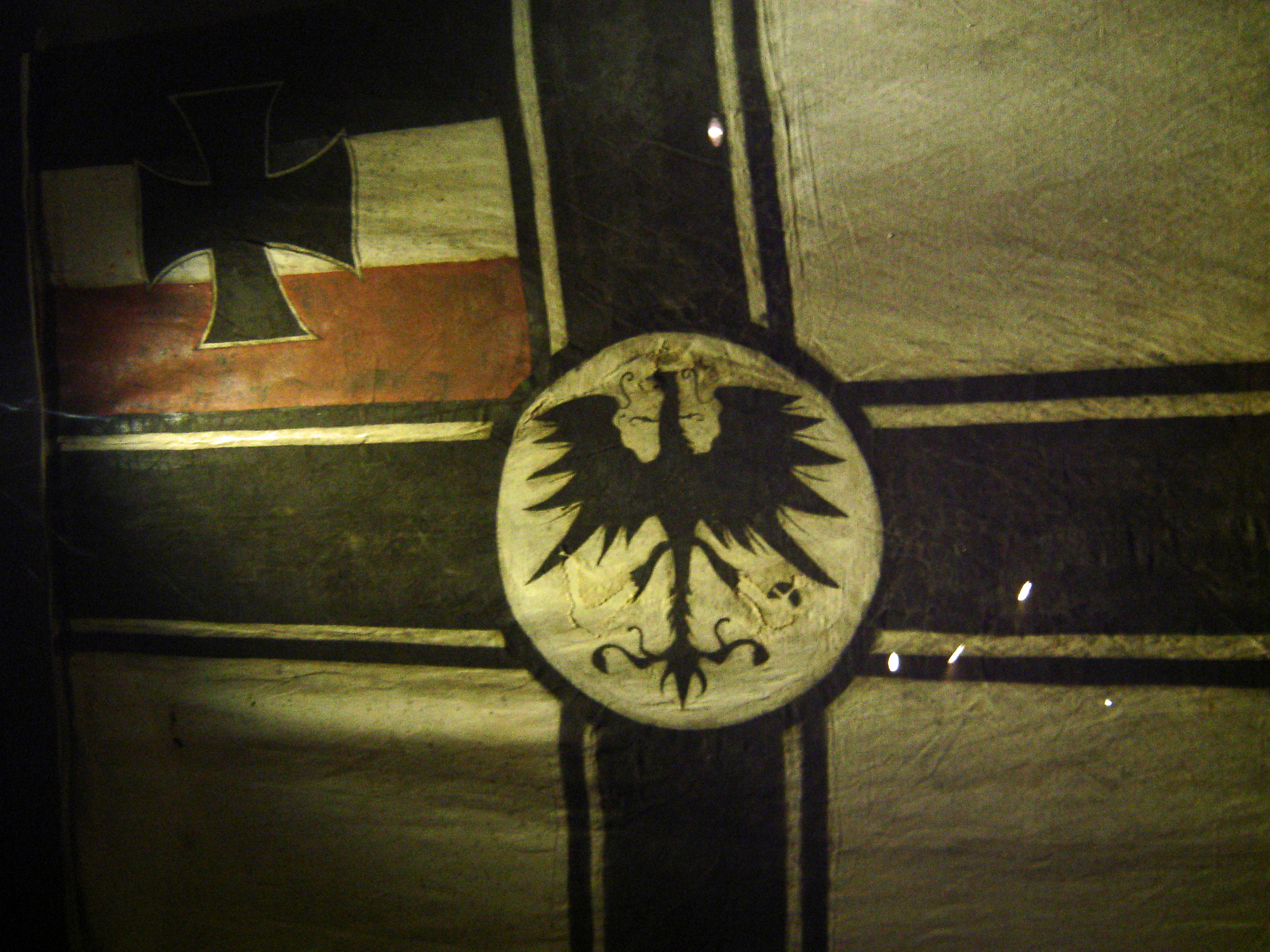
ゼーアドラー号に掲げられたドイツ海軍旗。Auckland War Memorial Museum

2月26日、イギリス船籍の家畜輸送帆船ブリティッシュ・ヨーマン号（British Yeoman, 1,953トン）を拿捕、撃沈した。この船には女性が一人乗っており、パーシー号の新妻と仲良くなったという。同日夜、フランス船籍のラ・ロシュフコー号（Le Rochfoucauld, 2,200トン）を拿捕、撃沈した。3月5日、フランス船籍の帆船デュプレクス号（Dupleix, 2,206トン）を拿捕、撃沈した。
3月11日、イギリス船籍の汽船ホーンガース号（Horngarth, 3,609トン）を発見した。ホーンガース号の甲板には5インチ砲（127mm砲）が据えられ、無線装置も設置されていた。ルックナーは正面からの撃ち合いでは勝てないので、計略を使った。まず煙を派手に噴出させて火事に見せ掛け、女装させた船員を甲板に立たせて救援を求めさせた。ホーンガース号が救援に近づいてきたところで、すかさずドイツ軍旗を掲げ、砲撃を見舞った。砲弾は狙い通り無線室を直撃した。この時、ホーンガース号の船員ダグラス・ページが脱落した蒸気パイプの下敷きになって死亡した。確認できる限りでは、ゼーアドラー号の交戦における唯一の死者である。続いて大音響を発する煙突砲（古い煙突に火薬を詰めただけの威嚇専用砲）を放つと、ホーンガース号の乗員はパニックに陥った。ホーンガース号の船長はまだ戦う気だったが、声の大きい船員に「魚雷発射用意」と叫ばせると、恐怖のあまり降伏した（実際には、ゼーアドラー号には魚雷など装備されていなかった）。この汽船は、その積荷の高価さとあわせてルックナーの戦果の中で最も大きなものであった。積荷のコニャック500箱とシャンパン2300箱、ヴァイオリンやピアノなどの楽器類、高価な絵画や家具などを押収し、ホーンガース号は沈没させた。
この頃、ゼーアドラー号の本来の乗組員と捕虜を合わせた乗員は300人を超えており、収容能力の限界に近づいていた。3月20日、フランス船籍の帆船カンブローヌ号（Cambronne, 1,833トン）を拿捕した際、ルックナーは捕虜をこの船に乗せて陸地へ送り届けることにした。ゼーアドラー号は太平洋へ向かうが、海域を離れる時間を稼ぐために、カンブローヌ号のマストを半分にして速力が出ないようにした。ルックナーは捕虜に日数分の給料を支払い、絵画やシャンパンなどを餞別に送った。カンブローヌ号の指揮は、ピンモア号の船長で最先任のミューレンに委ねた。ルックナーはミューレンに陸に着くまで他船と連絡を取らないことを依頼した。ミューレンは約束を守り、途中で汽船とすれ違ったがやり過ごした。カンブローヌ号はリオ・デ・ジャネイロにたどり着き、捕虜は全員解放された。これは、騎士道的な意味合いのみではなく、当該海域で通商破壊活動が行われていることを連合国側に知らしめる効果もある。

## 太平洋へ
捕虜の話からゼーアドラー号の存在が判明し、イギリス海軍はホーン岬に艦隊を派遣して捕捉しようとした。ゼーアドラー号はこの網をすり抜けるため、できるだけ南寄りにホーン岬を越えた。4月18日、イギリス海軍の仮装巡洋艦オトラントを発見した。ルックナーは雷雨の中にゼーアドラー号を突っ込ませ、敵艦の接近をやり過ごした。
ホーン岬を越えた後、ルックナーは予備の救命ボートにゼーアドラー号と記名して海に流した。その内の数隻がイギリス艦に拾われ、ゼーアドラー号は沈没したと発表された。これでしばらくの間ゼーアドラー号の追撃は中止された。
太平洋に出たゼーアドラー号は、クリスマス島周辺で行動を開始した。この頃にはアメリカがドイツに宣戦布告しており、アメリカ船も攻撃対象となった。6月14日、アメリカ船籍の帆船A. B. ジョンソン号（A. B. Johnson, 529トン）を拿捕、撃沈した。6月18日、アメリカ船籍の帆船R. C. スレイド号（R. C. Slade, 673トン）を拿捕、撃沈した。7月8日、アメリカ船籍の帆船マニラ号（Manila, 731トン）を拿捕、撃沈した。

## ゼーアドラー号の座礁

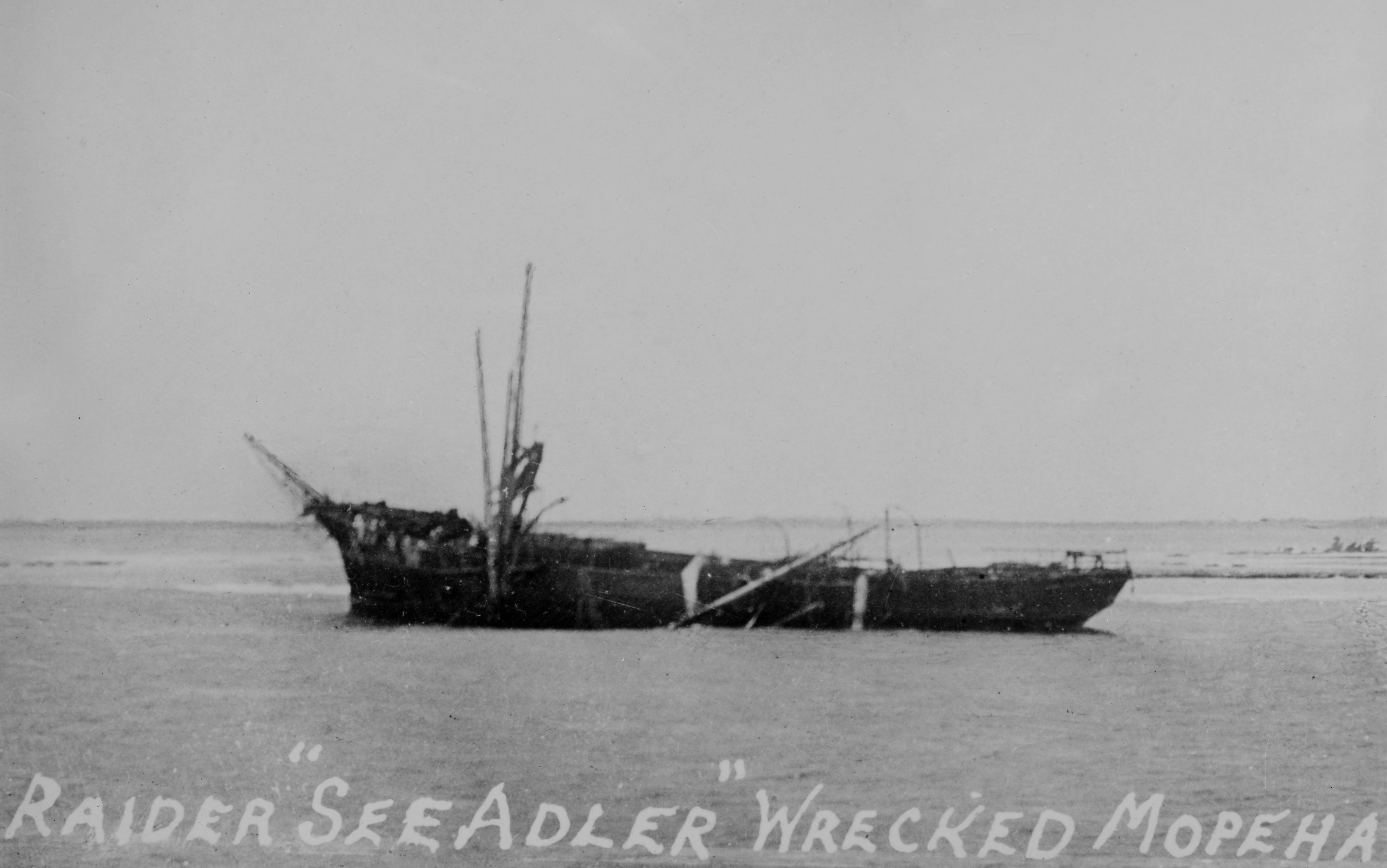
座礁した「ゼーアドラー」。

太平洋ではイギリス、日本、アメリカの軍艦が網を張っており、ゼーアドラー号は以前ほど自由に行動できなかった。食料や水も欠乏し始めたため、ルックナーは補給と休息のためにソシエテ諸島へ向かった。7月29日、モペリア島に到着。環礁のために内海に入れず、外海に投錨した。ルックナーと船員、捕虜は数日間を島で過ごした。
8月2日、津波が島を襲った。ゼーアドラー号は環礁に乗り上げ、船腹に穴が開き航行が不可能になった。
これ以降の乗員の状況については、フェリクス・フォン・ルックナーを参照。

## ゼーアドラー号の戦果
- 1917年1月7日 - グラディス・ロイヤル号(Gladis Royle、3,268トン) - イギリス汽船。拿捕、撃沈。
- 1917年1月10日 - ランディー・アイランド号(Lundy Island、3,095トン) - イギリス汽船。拿捕、撃沈。
- 1917年1月21日 - シャルル・グノー号(Charles Gounod、2,199トン) - フランス帆船。拿捕、撃沈。
- 1917年1月24日 - パーシー号(Perce、364トン) - カナダ帆船。拿捕、撃沈。
- 1917年2月3日 - アントナン号(Antonin、3,071トン) - フランス帆船。拿捕、撃沈。
- 1917年2月9日 - ブエノス・アイレス号(Buenos Ayres、1,811トン) - イタリア帆船。拿捕、撃沈。
- 1917年2月19日 - ピンモア号(Pinmore、2,431トン) - イギリス帆船。拿捕、撃沈。
- 1917年2月26日 - ブリティッシュ・ヨーマン号(British Yeoman、1,953トン) - イギリス帆船。拿捕、撃沈。
- 1917年2月26日 - ラ・ロシュフコー号(Le Rochfoucauld、2,200トン) - フランス帆船。拿捕、撃沈。
- 1917年3月5日 - デュプレクス号(Dupleix、2,206トン) - フランス帆船。拿捕、撃沈。
- 1917年3月11日 - ホーンガース号(Horngarth、3,609トン) - イギリス汽船。拿捕、撃沈。
- 1917年3月20日 - カンブローヌ号(Cambronne、1,833トン) - フランス帆船。拿捕、リオ・デ・ジャネイロへ捕虜を移送。
- 1917年6月14日 - A. B. ジョンソン号(A. B. Johnson、529トン) - アメリカ帆船。拿捕、撃沈。
- 1917年6月18日 - R. C. スレイド号(R. C. Slade、673トン) - アメリカ帆船。拿捕、撃沈。
- 1917年7月8日 - マニラ号(Manila、731トン) - アメリカ帆船。拿捕、撃沈。

## 参考書籍
- トーマス・ローウェル「海の鷲　ゼーアドラー号の冒険」フジ出版社、村上啓夫訳

## 関連文献
大内健二『戦時商船隊-輸送という多大な功績』（光人社NF文庫、2005年）　ISBN　4-7698-2469-6